# Maureene Dinar
Maureene Dinar (Alejandría, Egipto, 6 de enero de 1953-1 de noviembre de 2023) fue una diseñadora de moda argentina, nacida en Egipto.

## Biografía
Inició su carrera en Buenos Aires, Argentina, en la década de 1980, después de haber vivido y estudiado en países como Suiza, Francia, Italia e Israel.
Realizó sus primeros trabajos para marcas ya instaladas, presentó sus ideas en exposiciones como Argentina Vende, participó en los desfiles Avenida Moda y fue convocada por diversos ciclos televisivos.
En 1992, alentada por la buena recepción que tenían sus diseños, decidió lanzar su propia etiqueta y su marca se convirtió en el eje de un sinfín de desfiles y presentaciones en todo el país y en el resto del mundo.
En sus creaciones, Maureene Dinar integra arte y diseño. Elige géneros suaves y delicados, sobre los que aplica sus reconocidas estampas y bordados y en los que se destaca el ingenio con el que interviene las diferentes texturas.
Brasil, Chile, Uruguay, Ecuador, Perú, Estados Unidos, Alemania, España, Inglaterra, Italia, Francia, Turquía y Kuwait son algunos de los países donde se han lucido sus creaciones. Ha sido invitada a compartir eventos con grandes figuras como Adolfo Domínguez, Loris Azzaro, Hugo Boss, Eva Cavalli, Paco Rabanne y Carolina Herrera.
En Argentina, realiza cada año dos desfiles estelares para presentar sus colecciones otoño/invierno y primavera/verano, además de participar en los eventos más destacados del mundo de la moda. 
Con una formación integral en arte, Maureene Dinar también es decoradora y realiza vestuarios para espectáculos de teatro, cine y televisión. Es requerida por las revistas de moda para orientar sus producciones y es una figura de consulta relevante para las alfombras rojas locales e internacionales.
En su amplia trayectoria, Dinar ha sido elegida por celebridades del país y del mundo, tales como Moria Casán, Susana Giménez, Elena Roger, Candela Ferro, Gizelle D’Cole, Nacha Guevara, Adriana Varela, Shakira, Melanie Griffith, Victoria Beckham y Liza Minnelli.
Sus colecciones han sido publicadas en revistas de tirada internacional, como Donna, Collezioni, Cosmopolitan, Vogue y Vanidades, entre otras.
En 2012 presentó una nueva línea de producción pensada para niñas de 3 a 12 años, Little Mo, que tendría gran desarrollo a partir del año siguiente.

## Primeros años y formación
Maureene comenzó la escuela primaria en su Alejandría natal. Su padre, Haskia Dinar, era un ingeniero que se dedicaba a la construcción de caminos en el desierto y era contratista del gobierno, pero los problemas políticos motivaron que la familia emigrara hacia Europa, primero, e Israel, después.
Después de residir temporalmente en países como Suiza, Francia e Italia, la familia llegó a Argentina en 1969.
Desde muy niña, Maureene supo que su vocación pasaba por el arte y la moda. El gran taller de sastrería de su abuelo, en Alejandría, había sido testigo de su búsqueda infantil de retazos, colores y agujas. 
“Me gustaba mucho jugar con ropa, disfrazarme. Siempre me sentí distinta; tenía muchas ideas y generaba cosas: me gustaba bordar, coser. Mi mamá me enseñó bastante y también lo hizo mi abuelo”.
Ya en Buenos Aires, su padre la apoyó decididamente. La impulsó a estudiar, a formarse y a ir por nuevos desafíos. Volvió a París para, en la Academie Des Beaux Arts, perfeccionar sus conocimientos de dibujo e incursionar en la pintura y la escultura. Esta última disciplina tuvo gran impacto en su carrera, pues esa corporización de las formas es la base de sus colecciones. También en París comenzó a interiorizarse en el trabajo, dado que sus tíos tenían un atelier.

## Carrera profesional

### Los comienzos
De regreso en Buenos Aires, a finales de 1970, Maureene dio sus primeros pasos en la industria de la moda, fabricando ropa para conocidas etiquetas y, más adelante, presentando sus ideas en exposiciones como Argentina Vende, desde 1985 hasta 1990, y en Costa Salguero, en 1991. Participó en los desfiles Avenida Moda, junto a Héctor Vidal Rivas.
En 1985 fue invitada al programa de TV “20 Mujeres” y comenzó así su participación en diversos ciclos televisivos con segmentos dedicados a la moda, que dieron notoriedad a su imagen, estilo e ideas. 
En 1988 fue convocada por Gerardo Sofovich para su ciclo La noche del domingo, donde se ocupó del vestuario durante ocho años, y en 1991 fue elegida por Moria Casán para el vestuario de la obra teatral Brujas, que se mantuvo en cartelera durante una década.
Su estilo, sexy y recatado, conquistó el gusto femenino y lo que salía de su taller era rápidamente adquirido por los clientes. Por eso decidió comenzar su propia etiqueta y en septiembre de 1992 registró y lanzó su marca. Para mostrar el producto, concurrió a ferias tales como Feira Nacional da Indústria Têxtil (FeNIT), precursora de la São Paulo Fashion Week.

### Reconocimiento internacional
Maureene Dinar fue invitada para representar a la Argentina en la feria internacional de Igedo, en Düsseldorf, Alemania, en septiembre de 1995. Allí presentó un desfile que fue destacado por la prensa europea y que, como premio especial, le valió ser invitada nuevamente en mayo y septiembre de 1996, además de abrirle las puertas a otros mercados de Europa y Medio Oriente.
En septiembre de 1996 también fue invitada especialmente a participar del Primer Encuentro de Diseñadores Latinoamericanos (DILA), que se realizó en Guayaquil, Ecuador, con la presencia de 23 diseñadores de todo el continente y donde recibió dos premios.
En agosto de 1997 participó de la primera muestra Avenida Moda en el Convention Center de Coconut Grove, en Miami, Estados Unidos, donde representó a la Argentina con su colección ’98. En noviembre de ese mismo año, en la Puesta de la Moda, organizada por Marbo Internacional en Buenos Aires, recibió el Marbo de Oro.
En febrero de 1998 representó a la Argentina en el primer festival Moda Viña, en Viña del Mar, Chile, y meses más tarde fue invitada a participar como diseñadora internacional en Lima, Perú. En octubre regresó a Chile, invitada por Cachantún Fashion para presentar su nueva colección, junto a otros diseñadores de renombre como Carolina Herrera, Paco Rabanne y Gianfranco Ferré.
En enero de 1999, por invitación del Gobierno de Uruguay, participó en el Náutico Fashion Festival de Punta del Este. En mayo de ese año abrió el Miami Fashion Week, que contó con la presencia de otros diseñadores como Carolina Herrera y Ángel Sánchez. El 6 de octubre realizó su desfile de presentación de temporada el Palais de Glace, en paralelo con la VII Bienal Chandon de Pintura, oportunidad en la que fue presentada por el prestigioso artista plástico Pérez Celis y contó con el auspicio del Hotel Delano de Miami Beach, que realizaba así su presentación en la Argentina. En septiembre cerró el Santiago Fashion Week de Santiago de Chile y en diciembre fue invitada por el Hotel Conrad de Punta del Este, Uruguay, para hacer su desfile de “fin de siglo”.
La primera presentación internacional de 2000 fue en Perú, como invitada especial al desfile de la agencia de modelos de John Casablancas, donde tuvo a su cargo el cierre del show. En octubre de ese año presentó algunos prototipos de su colección en la 2.ª Bienal Internacional de Diseño en Saint-Etienne, Francia, auspiciada por L’Ecole des Beaux Arts.

### Premios y distinciones
Entre 1995 y 2000, Maureene Dinar recibió los siguientes premios:
- 1995 – Feria Internacional de Igedo, Düsseldorf
- 1995 – Atrevidas
- 1996 – Vitra
- 1996 – Primer Encuentro de Diseñadores Latinoamericanos, DILA
- 1997 – Marbo de Oro
- 1998 – Textura y Diseño
- 2000 – Heraldo
- 2000 – Atrevidas
- 2000 – 2.ª Bienal Internacional de Diseño de Saint-Etienne

Asimismo, sus colecciones han sido publicadas en revistas de tirada internacional, como Donna, Collezioni, Cosmopolitan, Vogue y Vanidades.

### Nuevas colecciones
En el nuevo milenio, Maureene Dinar continuó presentando sus diseños en Argentina a través de impactantes desfiles dedicados a sus colecciones otoño-invierno y primavera-verano. Y se mantuvo representando al país en las pasarelas más importantes del mundo.
En 2001 fue invitada a Barra Shopping de Estilo en Río de Janeiro, el primer intercambio de moda entre Brasil y la Argentina.
En 2002 presentó Mystique, participó del Mar del Plata Moda Show, asistió al Fashion Week de Punta del Este e hizo una presentación especial de sus jeans, denominada Hippie Chic.
En 2003 presentó Envy y Shine. En 2004 presentó Claridad y fue invitada al Fashion Week of the Americas, realizado en el Roney Palace Resort de Miami Beach.
Sus colecciones de 2005 fueron Amor Vikingo y Sentidos. Fue invitada a participar en el New York Fashion Week y realizó desfiles en París y en Madrid, donde participó además de la Semana Argentina de la Moda.
En 2006 presentó Revelation y Renacimiento. Participó nuevamente del Miami Fashion Week y fue invitada especial en el Pure London Fashion Show de la capital británica, donde se destacó con sus diseños. También fue convocada para la Semana de la Moda en Milán.
En 2007 volvió a ser invitada a Pure London y expuso un avance de su colección otoño-invierno en Madrid. Nuevamente en Londres, participó de un desfile en la tienda Harrods, donde recibió una felicitación de su propietario, el magnate Mohamed Al-Fayed. Convocada al Couture Fashion Week en Nueva York, presentó allí su colección Gold. Viajó Luego a Milán y a Salvador de Bahía. 
Fumée y Cha cha cha fueron sus colecciones de 2008. En 2009 presentó Noir et Noir y Wishes. En 2010, después de participar en el Catwalk Fashion Look de Pinamar, presentó sus colecciones Spiritual Revolution y Dreams y fue invitada especial de la revista Bernik Magazine para cerrar su desfile aniversario. Feeling Future y Hippie Glam fueron presentadas en 2011, año en que Dinar continuó con sus presentaciones en Pinamar y en Mendoza. 
En 2012, Dinar presentó Sweet Dress y Amores míos, además de ser invitada al Conrad Moda Look de Punta del Este, al desfile de Leo Paparella en Mar del Plata y a una nueva edición de Pasarela Mendoza.
Ese mismo año, el 28 de noviembre, presentó una nueva línea de producción pensada para niñas de 3 a 12 años: Little Mo, que tendría gran desarrollo a partir del año siguiente. En 2013 presentó Calí y Sweet Gold, en el Argentina Fashion Week (Buenos Aires Alta Moda, BAAM).
En 2014 presentó sus colecciones Boheme y Love, además de participar nuevamente en el Buenos Aires Alta Moda y de ser invitada a Argentina Late Moda en San Pablo, Brasil.
2015 fue el año de Black Code y de MoMo, de un nuevo desfile a beneficio en Mendoza y de una nueva participación en el New York Fashion Week. En 2016 Dinar participó de nuevos eventos, en los que presentó sus colecciones Momentos y Copos de Algodón.
En 2017 llegó Passion, la colección otoño/invierno inspirada en el Oriente y que destaca la diversidad y versatilidad del estilo Maureene Dinar.

## Estilo
En sus creaciones, Maureene Dinar integra arte y diseño. Es un estilo sexy, donde se destacan las estampas, los bordados y terminaciones muy cuidadas. Prefiere los géneros mórbidos, naturales; que tengan contacto con la piel y sean suaves, como sedas y otras telas con movimiento. Su predilección es experimentar con diferentes texturas y mezclar lo opaco con lo brillante.
Sus colecciones tienen figuras, dibujos, bordados, que plasman situaciones sobre las telas. La diseñadora tiene un taller especial de pintura y estampados, donde juega con los cortes, brillos, encajes y bordados.
Sus prendas se orientan a la mujer moderna, audaz, creativa, que trabaja y a la que le gusta verse sexy, arreglada y glamorosa.
“Yo creo que la mujer Dinar es la que busca estar impecable en todo, muy femenina, la que quiere estar todo el tiempo reinventándose. Lo que me diferencia es que soy muy osada; siempre tuve audacia para tomar géneros inéditos y rearmarlos para un vestido o una blusa”.
Dinar es la creadora de un género único: lienzo blanqueado. Sus vestidos de noche son muy destacados, a partir de los cortes, las formas y la expresión del cuerpo femenino. Sus blusas –y todas sus prendas, en general– se distinguen por ser sustentables: pueden ser usadas en distintos ámbitos y se mantienen vigentes al paso del tiempo.

### Little Mo
En noviembre de 2012, Maureene Dinar presentó una nueva línea de producción pensada para niñas de 3 a 12 años, que inauguró un segmento nuevo en la Argentina para el mercado de la moda.
En Little Mo, la diseñadora juega con las tendencias de la moda infantil y propone atuendos divertidos en los que mantiene el concepto de sus creaciones para adultos. En cada presentación de temporada, las niñas protagonizan un colorido desfile.
Little Mo tuvo gran aceptación y se consolidó como marca a partir del otoño/invierno de 2013. Es una línea que combina colores vibrantes y estampados únicos, articulados con bordados, piedras y brillos en el juego de tramas y texturas que habitualmente propone Dinar. 

## Labor docente
Además de ser una referencia indiscutida en el mundo de la moda, el nombre de Maureene Dinar ha estado vinculado con acciones de bien público, como desfiles solidarios, madrinazgos y galas a beneficio de diferentes instituciones como el Hospital Materno Infantil de San Isidro y el Hospital de Niños Dr. Ricardo Gutiérrez. Como parte de su compromiso con la comunidad, Dinar ofrece capacitaciones para emprendedores en el ámbito de la moda y el diseño.
En la década de 1990 dictó cursos y seminarios en la Cámara Argentina de la Moda, y ha realizado workshops y conferencias junto a otros colegas. Ha integrado el equipo académico de la Facultad de Diseño y Comunicación de la Universidad de Palermo y ha participado de sucesivas ediciones del Encuentro Latino de la Moda promovido por esa casa de estudios.
Desde 2017, dicta el curso gratuito Emprendiendo en la moda, organizado por el Municipio de San Isidro. El taller se desarrolla en el espacio creativo de la diseñadora y los alumnos adquieren los conocimientos para desenvolverse en el competitivo mundo de la moda. Allí Maureene Dinar expone en primera persona su experiencia de 40 años en la industria y las técnicas y herramientas utilizadas en la Argentina y en el mundo.

## Vida personal
Maureene, nacida un 6 de enero, es la tercera de cuatro hermanas mujeres y abandonó Egipto siendo una niña, cuando su familia emigró en busca de nuevos horizontes ante el escenario de turbulencia política que experimentaba el país. Así pasó por Suiza, Francia, Italia e Israel, hasta llegar a la Argentina, donde habría de establecerse definitivamente luego de su formación en París.
En Buenos Aires tuvo a su primer hijo, Felipe, y se casó con su actual esposo, Enrique Klein. Luego llegaron otros tres hijos varones, Kevin, Paul e Ian, y la familia se completó en 2010 con la llegada de una niña, Caroline. Sus hijos mayores le han dado dos nietos: Zacarías y Mirko.
Dinar se identifica como una mujer muy creyente y su fe la ayudó a superar momentos difíciles. En 1992, cuando su hijo Ian tenía apenas siete meses, debió ser operada por un tumor en la cabeza. Y a finales de 2015 le diagnosticaron cáncer de mama. En ambos casos, fue intervenida con éxito.
Aunque la llegada de su hija Caroline impulsó la creación de Little Mo, la marca orientada a las niñas, Maureene Dinar es partidaria de no mezclar el espacio laboral con el personal y elige dedicarle tiempo de calidad a su familia. Por esa razón, durante su larga y exitosa trayectoria, la diseñadora ha sabido reorganizar su negocio y administrar sus energías frente a cada tipo de desafío.